# 구석기축제
구석기축제는 구석기시대를 테마로 한 축제이다. 현재 대한민국에서는 연천군과 공주시의 구석기 유적지에서 어린이날 전후에 구석기 축제를 한다.
- 연천 전곡리 구석기축제: 연천 전곡리 유적
- 공주 석장리 구석기축제: 공주 석장리 유적